# Pereiro (Pinhel)
Pereiro ist eine Ortschaft und ehemalige Gemeinde im Norden Portugals.

## Verwaltung
Pereiro war Sitz einer eigenständigen Gemeinde (Freguesia) im portugiesischen Kreis Pinhel. Im ehemaligen Gemeindegebiet leben 149 Einwohner (Stand 30. Juni 2011).
Im Zuge der administrativen Neuordnung in Portugal 2013 wurde die Gemeinde Pereiro am 29. September 2013 aufgelöst und mit der Gemeinde Vale de Madeira zur neuen Gemeinde Alto do Palurdo zusammengeschlossen. Sitz der neuen Gemeinde wurde Pereiro.